# Volvo 244 DLS
Volvo 244 DLS är en stor personbilsmodell tillverkad av den svenska fordonstillverkaren Volvo endast i tusen exemplar år 1977. Modellen tillverkades speciellt för den östtyska marknaden, och samtliga bilar såldes till Östberlin. Bilarna tillverkades vid Volvoverken i Kalmar och är en blandning av Volvo 240-serien och 260-serien, med kaross och kylarmaskering från Volvo 264, samt motor och drivlina från Volvo 244. I Östtyskland väckte bilen stor uppmärksamhet då det var den första officiellt sålda västtillverkade bilen i landet. En 244 DLS kostade ungefär fem gånger så mycket som den östtyska folkbilen Trabant. Alla bilar fick ett registreringsnummer som började på IBM, vilket gjorde att bilen skämtsamt kallades för "Ich bin Millionär" (tyska för "Jag är miljonär").

## Galleri

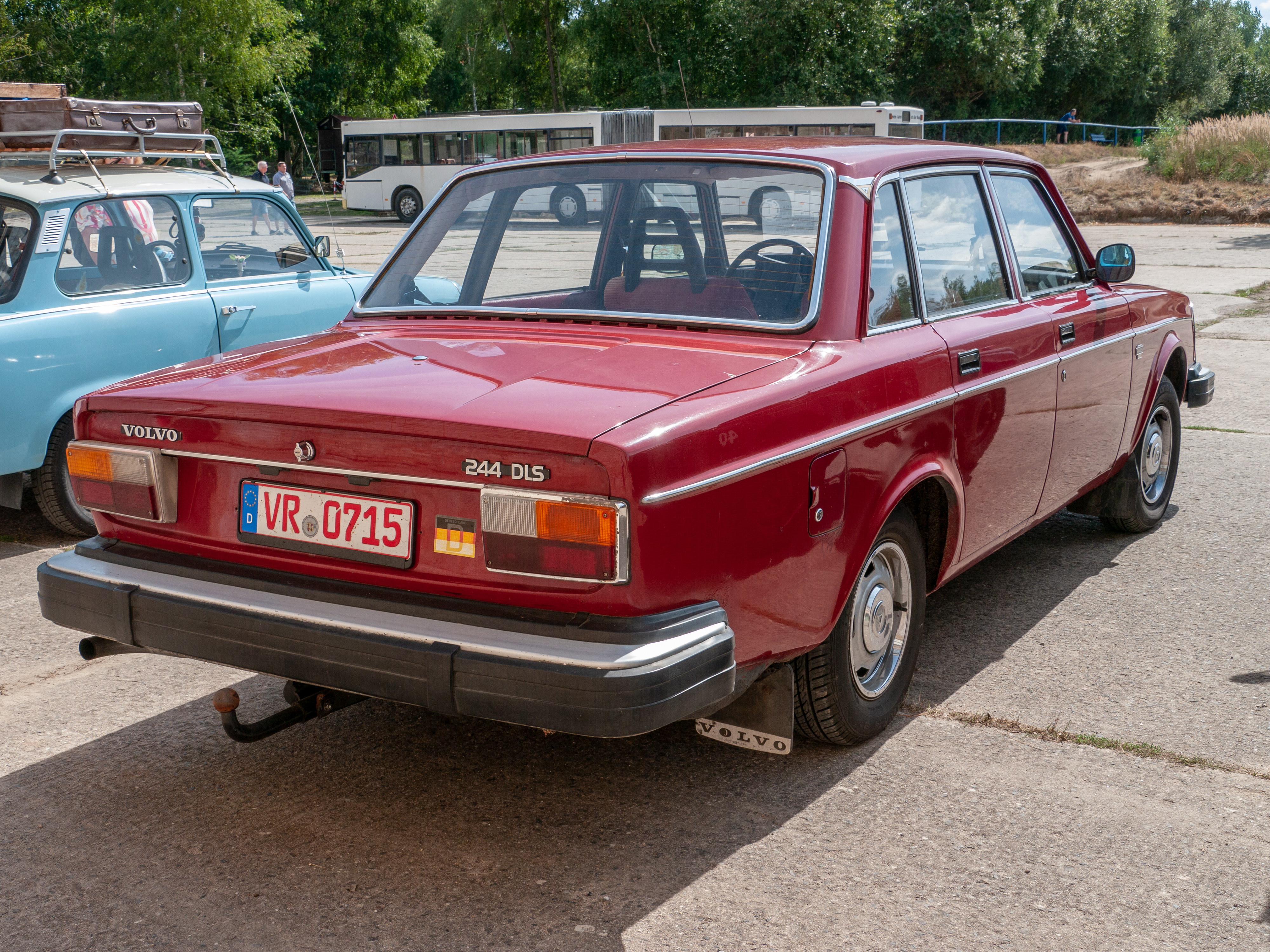
Bakpartiet på en 244 DLS.
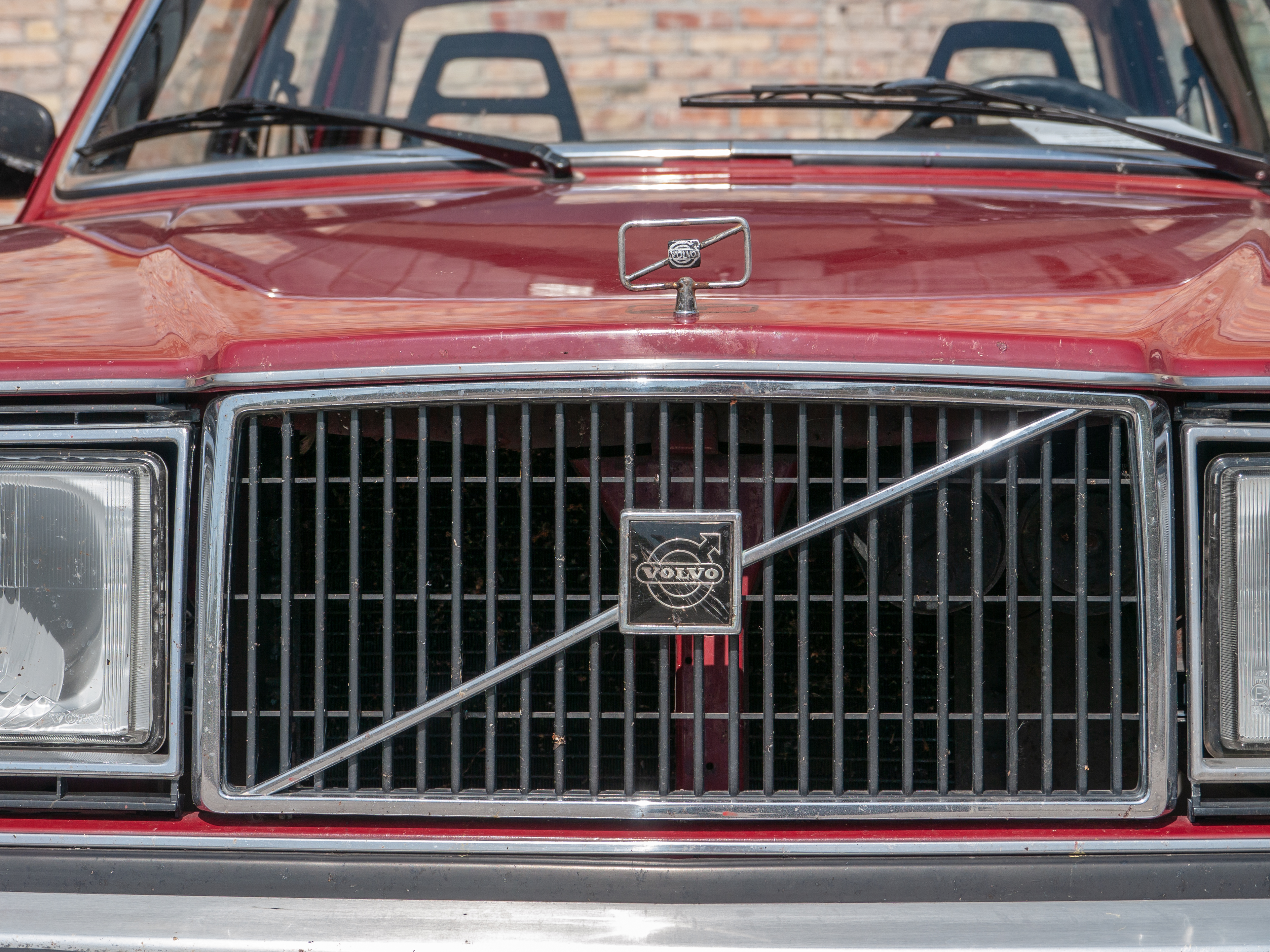
Detaljbild av modellens kylarmaskering med den speciella kylarprydnaden.
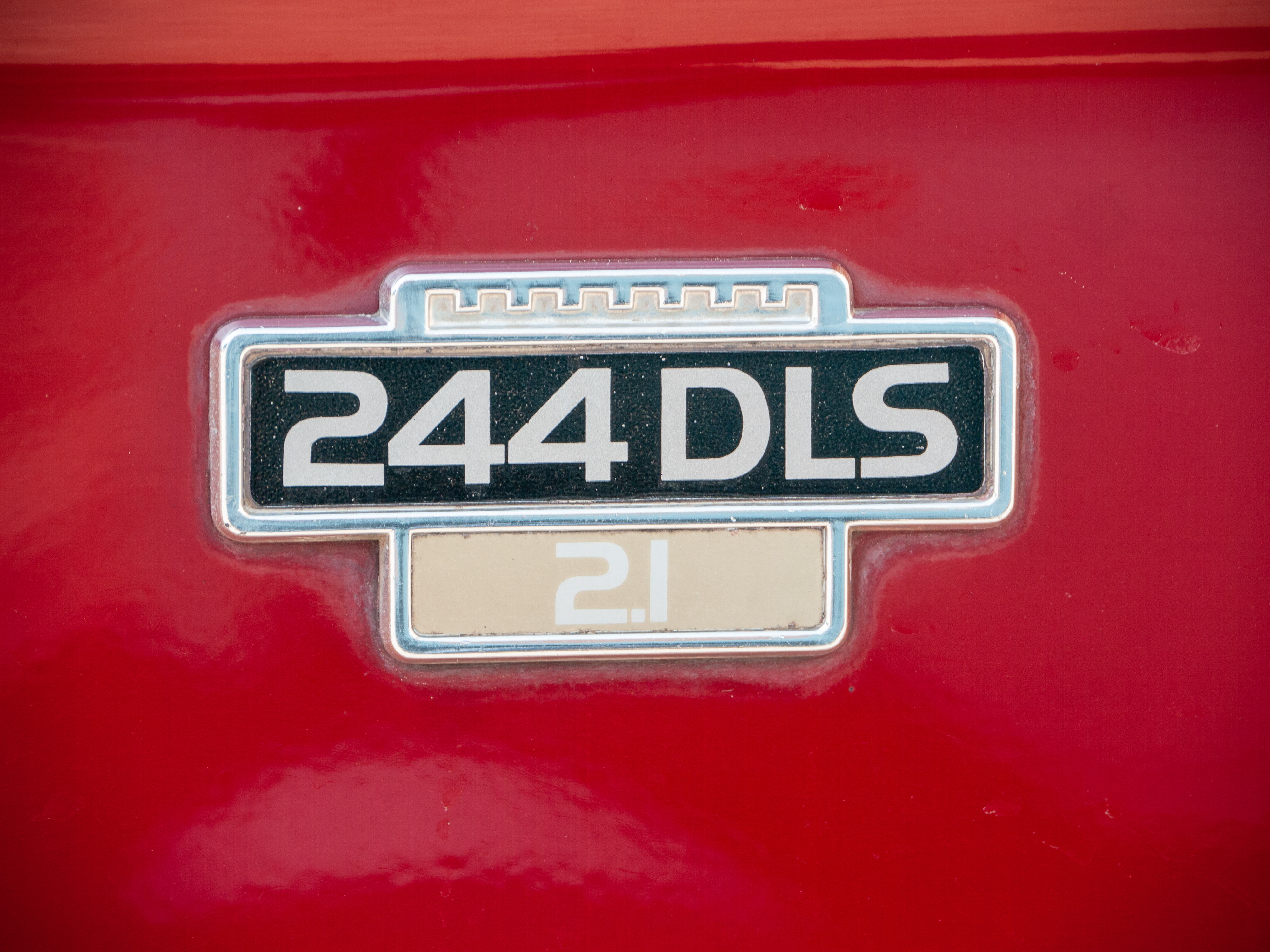
Modellbeteckning.

### Webbkällor
- Carlsson, Mårten (12 november 2011). ”En Volvo för DDR”. Klassiker. https://www.klassiker.nu/reportage/244dls-2525. Läst 27 september 2020.
- ”DLS i DDR”. svammelsurium.blogg.se. 2 januari 2011. https://svammelsurium.blogg.se/2011/january/dls-i-ddr.html. Läst 20 december 2020.

### Tidskriftskällor
- Legelius, Bo (2013). ”DLS för DDR”. Klassiker (7):  sid. 51–53. Läst 3 oktober 2013.